# Lipatov
Lipatov je priimek več oseb:
- Lev Nikolajevič Lipatov (1940–2017), ruski fizik
- Makarij Feodorovič Lipatov, sovjetski general